# Бесстрашная четвёрка

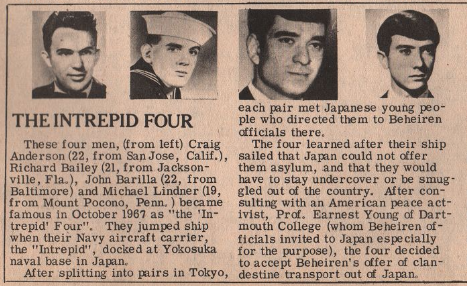
Газетная вырезка о «Бесстрашной четвёрке»

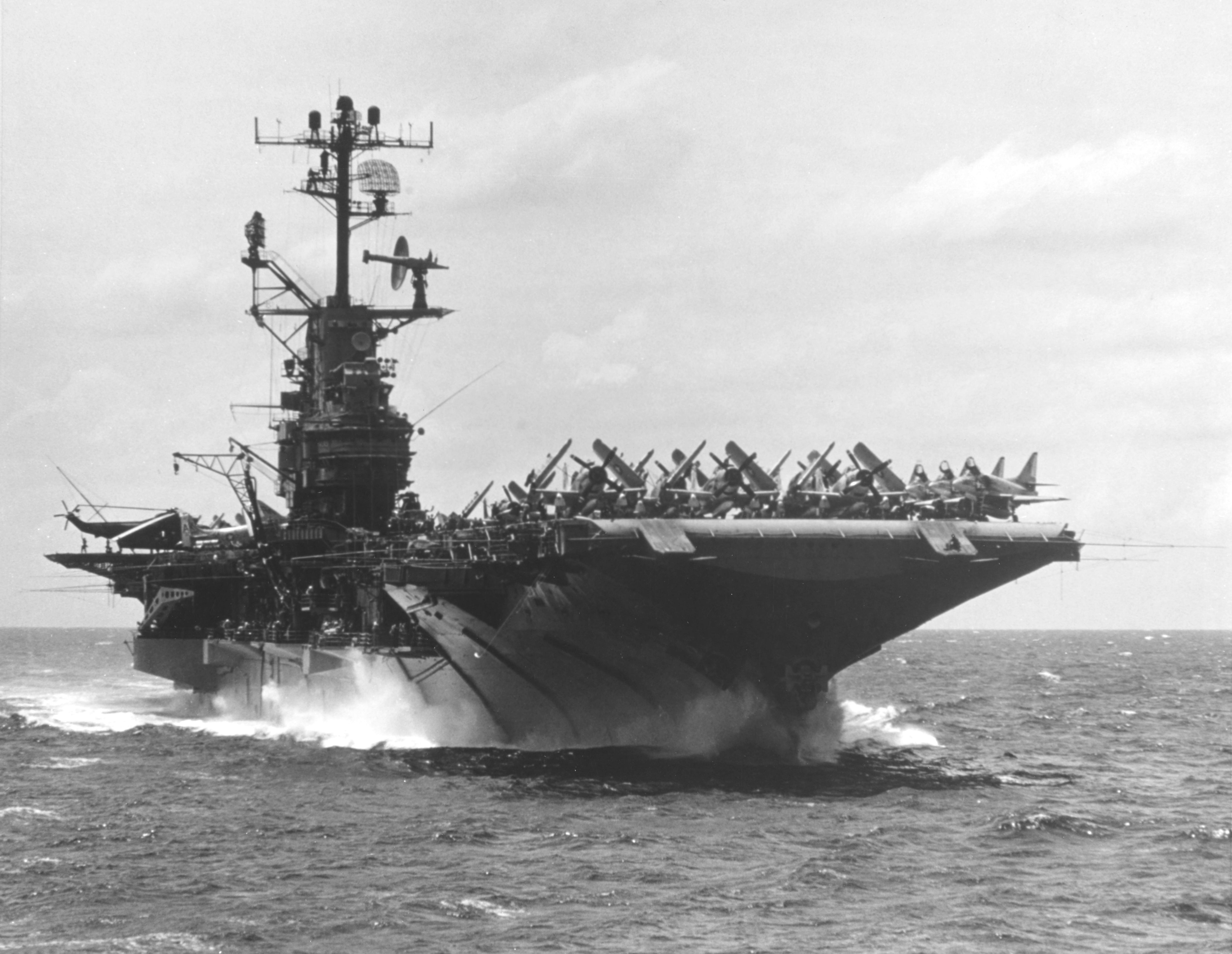
Авианосец Intrepid в 1966 году

«Бесстра́шная четвёрка» (англ. Intrepid Four) — группа моряков ВМС США, дезертировавших с авианосца «Интрепид» («Бесстрашный, неустрашимый», отсюда игра слов с названием группы), пришвартовавшегося в Японии во время войны во Вьетнаме. Они были одними из первых американских военных, о дезертирстве которых стало широко известно во время войны.

## Контекст
Дезертирство стало большой проблемой во время войны во Вьетнаме, около 92 000 военнослужащих бежали из действующей армии — вдвое больше, чем дезертировало во время Второй мировой войны. К 1966 году на тысячу военных приходилось 8,43 дезертиров, а в 1971 году показатель вырос до 33,9 на тысячу. Дезертирство во время стоянки в Японии считалось особенно сложной задачей из-за языкового барьера между американцами и японскими гражданами и из-за внешности, выдававшей дезертиров. Всего около 1000 граждан США отправились в Швецию в качестве уклоняющихся от призыва или дезертиров в период с апреля 1967 по март 1973 года.

## Событие
В «Бесстрашную четвёрку» входили военные моряки Крейг В. Андерсон, Джон Барилла, Ричард Бейли и Майкл Линднер. Бэйли и Линднеру было 19 лет, а Андерсону и Барилле было 20 лет на момент побега 23 октября 1967 года. По окончании увольнения на берег они решили не возвращаться на свой корабль. Военные удостоверения и форму они уничтожили, после чего смогли выйти на японскую группу Beheiren — это были первые американские солдаты, которым Beheiren помогли дезертировать.
Японцы обратились в советское посольство с просьбой о помощи в эвакуации моряков из Японии. Советский Союз согласился. Чтобы убедиться, что в СССР будут хорошо относиться к четырём американцам, Beheiren организовали пресс-конференцию в Токио в ноябре 1967 года. Во время пресс-конференции они показали документальный фильм, который они создали на основе интервью с моряками.
17 ноября было опубликовано заявление, в котором говорилось: «Мы четверо … против всех агрессивных войн в целом и против американской агрессии во Вьетнаме в частности. Мы против продолжающегося наращивания военной мощи США во Вьетнаме и в других странах Юго-Восточной Азии. Мы считаем преступлением участие технологически развитой страны в убийстве мирных жителей и разрушении небольшой развивающейся сельскохозяйственной страны». Затем их тайно переправили в СССР, где они пробыли около месяца, после чего в декабре 1967 года все четверо прибыли в Швецию.
9 января 1968 года Швеция предоставила четырём американцам гуманитарное убежище. Американские дезертиры скрывались в Швеции и до них, но «Бесстрашная четвёрка» стала первой группой, получившей внимание международной прессы. В США враждебно отнеслись к действиям шведской стороны, отношениям двух стран был нанесён значительный ущерб. В 1970 году Андерсон покинул Швецию и отправился в Канаду, откуда перебрался в США, в марте 1972 года он был арестован ФБР в Сан-Франциско и заключён в тюрьму на восемь месяцев. По состоянию на 2016 год Барилла жил в Канаде, а Бейли и Линднер — по-прежнему в Швеции.